# Jenaro de Nápoles
San Jenaro o Genaro (Nápoles o Benevento, 21 de abril de 232-Pozzuoli, 19 de septiembre de 305) fue un obispo venerado como santo mártir por las Iglesias católica y ortodoxa. Es el patrono principal de la ciudad de Nápoles.
Fue obispo de Benevento (en la región de Campania, Italia) en el siglo III y, de acuerdo con la tradición, se llamaba Prócolo y pertenecía a la familia patricia de los Ianuarii, consagrada al dios Jano. Fue condenado a muerte durante las persecuciones a los cristianos del emperador romano Diocleciano.

## Martirio

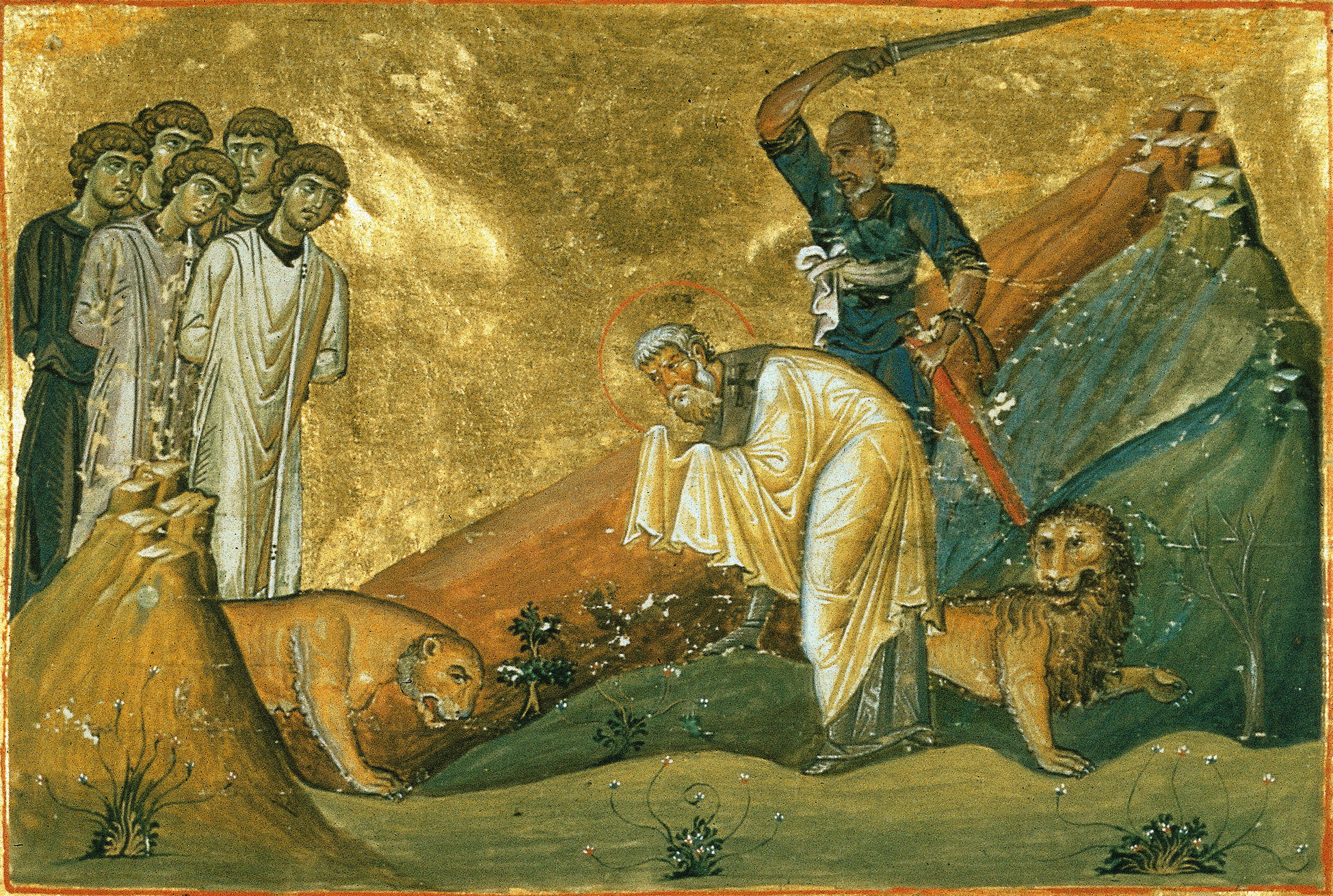
Menologio de Basilio II (alrededor del año 1000). Martirio de San Jenaro.

En el año 305, durante la persecución de Diocleciano y Maximiano (la última que sufrieron los cristianos hasta la paz de Constantino), Jenaro es encarcelado —siendo obispo de Benevento—, junto con los amigos que le acompañan, por los soldados del gobernador de la ciudad, que lo reconocen en el camino cuando se dirige a visitar a un diácono llamado Sossio que estaba en la cárcel.
Sus captores intentan convencerlo para que reniegue de su fe, pero al no conseguirlo, le introducen en un horno de donde sale sin daño alguno, sin que ni siquiera sus ropas sufran el rigor del fuego. Al día siguiente, junto con el diácono y otros cristianos, es trasladado al Anfiteatro de Pozzuoli, donde son echados a las fieras, las cuales no les atacan y se echan a los pies de Jenaro como si de mansas ovejas se trataran.
Ante tales hechos, deciden finalmente llevarlo con los demás cristianos al Forum Vulcani (sito en la actual Solfatara de Pozzuoli) para ser decapitados. Con él fueron martirizados los diáconos Sossio, Próculo y Festo, así como quienes hubiesen recibido el sacramento del orden del lectorado Desiderio, Eutiquio y Acucio.

## Prodigio de la licuefacción

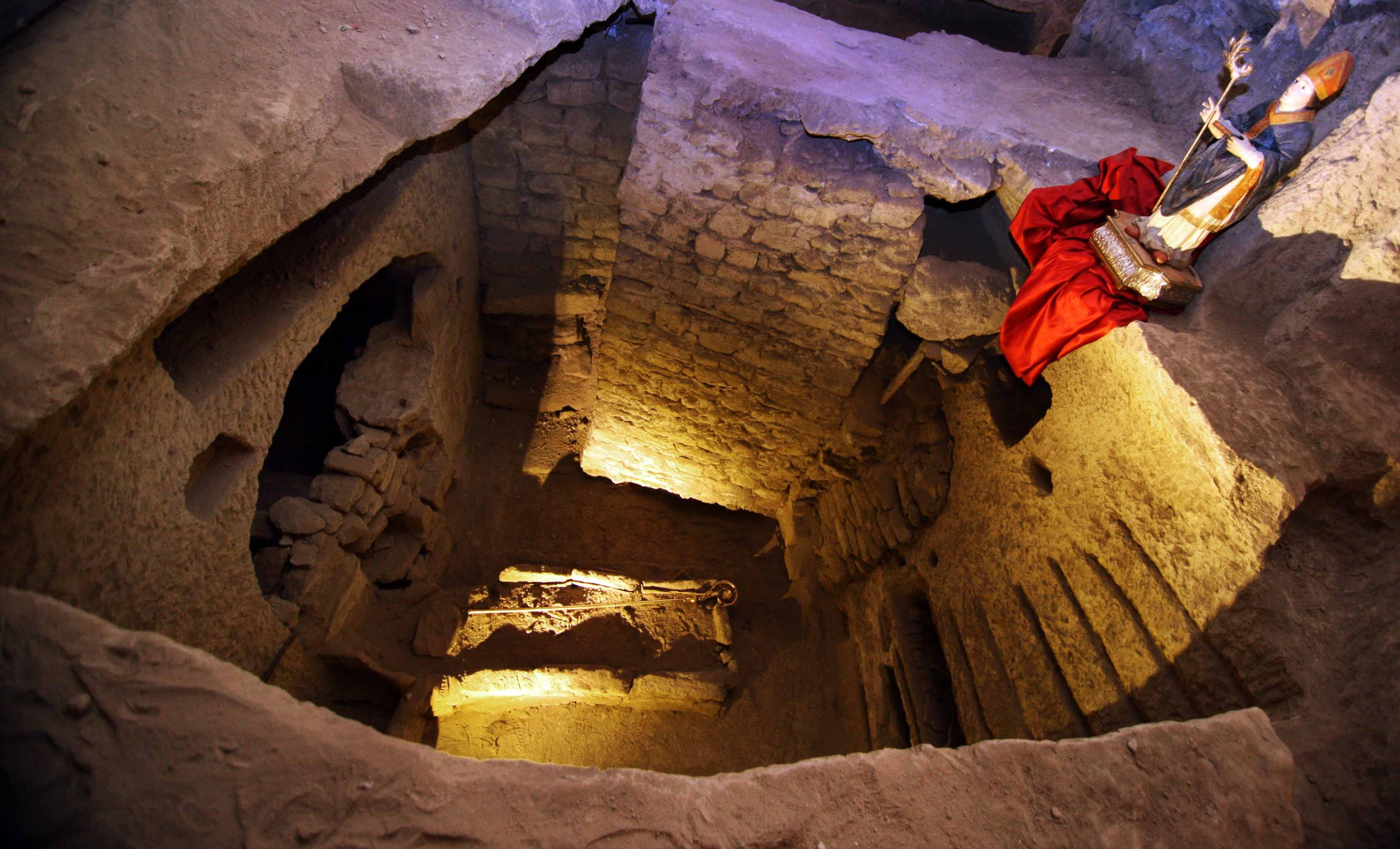
Catacumbas de San Jenaro, tumba del santo

La fama de que goza san Jenaro se debe a un hecho, considerado "prodigio", que no milagro, por la Iglesia, que se obra todos los años en Nápoles el 19 de septiembre, aniversario de su muerte. El hecho, que según la tradición se produce desde hace 400 años, consiste en la licuefacción de la sangre del santo.

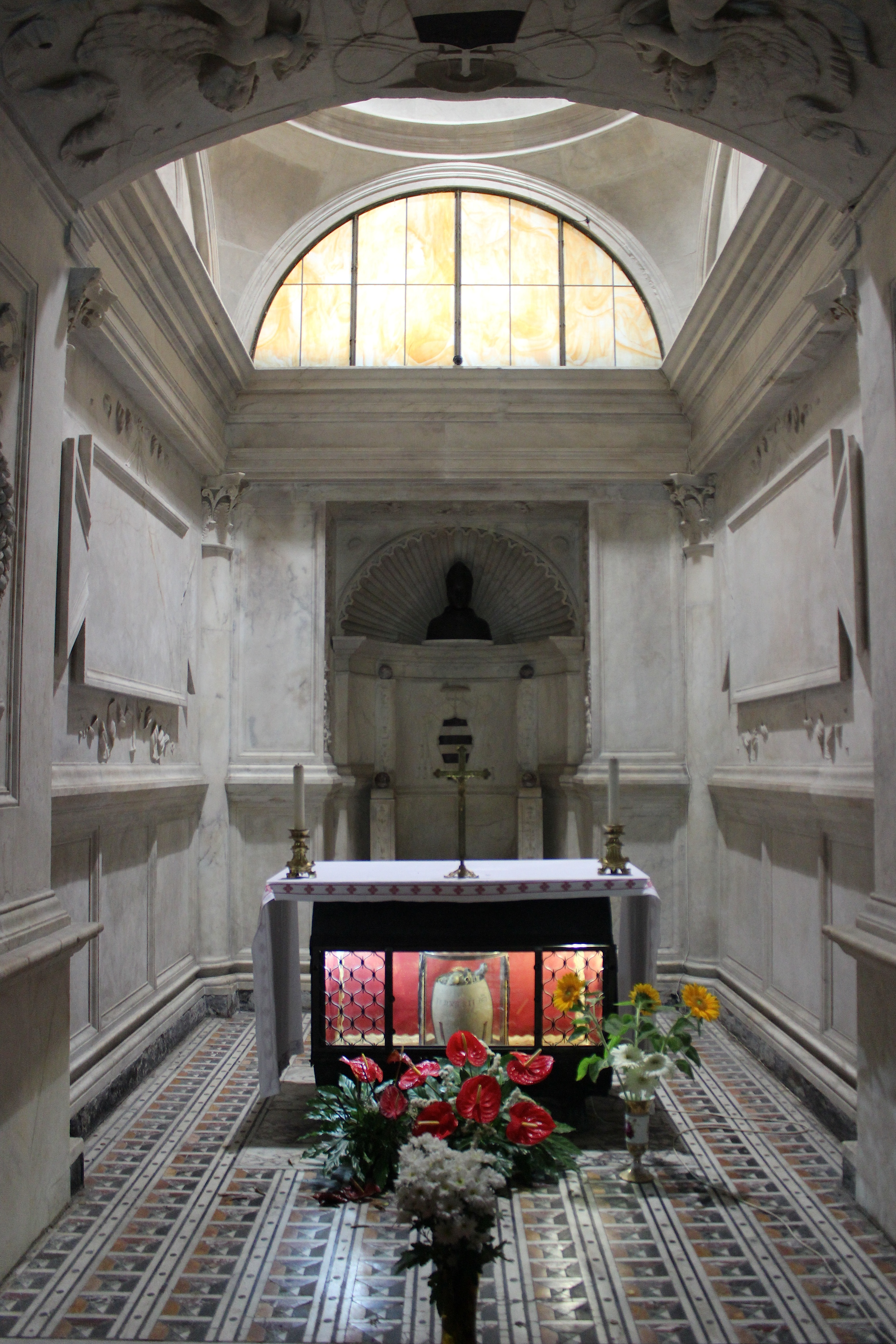
Reliquias de san Jenaro en la Catedral de Nápoles.

Ese día, un sacerdote expone en el altar de forma solemne, frente a una urna que contiene la cabeza del santo, una ampolla del tamaño aproximado de una pera que contiene su sangre solidificada. Los presentes empiezan a rezar y la sangre, normalmente sólida y de color negruzco, se vuelve líquida y rojiza y aumenta de volumen. Se considera un milagro del santo fallecido. Otros casos de licuefacción de sangre son los de san Chárbel Makhlouf en el Líbano y san Pantaleón en el Real Monasterio de la Encarnación de Madrid en España.
Según la explicación científica, este comportamiento es habitual en fluidos denominados no newtonianos, en particular en los materiales llamados pseudoplásticos, que se comportan como sólidos cuando están en reposo y se vuelven más fluidos cuando se someten a algún tipo de esfuerzo, y tixotrópicos, que tienen memoria, dependiendo su viscosidad de su historia reciente. En la revista científica Nature se publicó en 1991 un artículo que explica el fenómeno de la licuefacción, pero para elementos como cloruro férrico y carbonato cálcico, añadidos con sal. No obstante, no se sabe si estos son en esencia los compuestos de la sangre de la ampolla, pues se desconoce el contenido, de modo que no se puede saber bien qué sucede con la sangre.

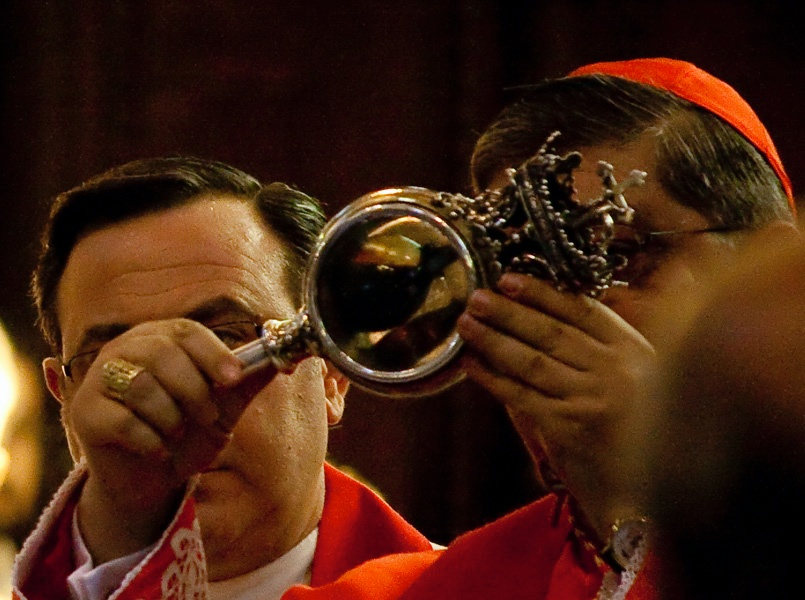
El cardenal Crescenzio Sepe con la ampolla que contiene la sangre del santo, durante la licuefacción

Tres veces al año la sangre es expuesta para la veneración: el sábado que precede al primer domingo de mayo (fiesta del traslado de San Jenaro), el 19 de septiembre (celebración que recuerda su martirio) y el 16 de diciembre (fiesta que lo celebra como patrono de la ciudad). Durante estas ceremonias, sus participantes invocan al santo y piden el milagro. En mayo la sangre es llevada desde la Catedral de Nápoles hasta la Basílica de Santa Clara, donde se licúa. En septiembre, la licuefacción se produce en la catedral y las ampollas son expuestas al público por 7 días para que los fieles las besen; algunos testigos afirman que durante las noches la sangre solidifica, pero al día siguiente vuelve a licuarse después de rezar nuevamente. En diciembre, la bóveda es abierta y si la sangre se encuentra líquida, las ampollas son exhibidas. La superstición (aunque no la Iglesia) afirma que es mal augurio que el milagro no ocurra; por ejemplo: en septiembre de 1939 (estallido de la Segunda Guerra Mundial), de 1940 (entrada de Italia en la guerra), de 1943 (ocupación nazi de la ciudad, que llevó a los Cuatro Días de Nápoles) o de 1980 (terremoto de Irpinia). El primer sábado de mayo de 2011, la sangre tampoco se licuó; a pesar de la superstición popular, el alcalde de Nápoles dijo: "No es un mal presagio". Sin embargo, al día siguiente sí se licuó la sangre, alejando con este hecho los malos augurios que, según los fieles, se abatían sobre la ciudad.
A veces se suelen producir licuaciones en visitas de algunos Papas de la Iglesia católica. El sábado 25 de julio de 2015, durante la visita a Nápoles del papa Francisco, al besar este la ampolla que contiene la sangre, esta se licuó. El cardenal napolitano Crescenzio Sepe calificó el hecho de milagro y que la licuación era "la señal de que san Jenaro ama a Francisco". La anterior vez que la sangre de san Jenaro se licuó delante de un Papa fue en el año 1848 delante de Pío IX, quien acudió a Nápoles tras huir de Roma debido a una revuelta popular.
En Nápoles, no solo se atribuye este milagro a san Jenaro, sino también el haber librado a la ciudad en diferentes oportunidades de las erupciones del volcán Vesubio.